# Sent Maurise de Ventalon
Sent Maurise de Ventalon (en francès Saint-Maurice-de-Ventalon) és un municipi del departament francès del Losera, a la regió d'Occitània.